# Улалум
Улалум (на английски: Ulalume) е поема, написана от американският писател и поет Едгар Алън По през 1847, две години преди неговата смърт. Подобно на няколко от другите поеми на По (например „Гарванът“, „Анабел Ли“ и „Линор“), Улалум се фокусира върху ранната смърт на красива жена – любимата на лирическия герой. По пише поемата като акцентира върху дикцията и поради тази причина творбата е известна със своята звучност. В допълнение поемата съдържа в себе си много намеци за митологичност на героите, а идентичността на самата Улалум, ако тя въобще е съществувала, остава под въпрос.